# 1970 Sumeria
1970 Sumeria (1954 ER) este un asteroid din centura principală, descoperit pe 12 martie 1954 de M. Itzigsohn la Observatorul din La Plata.